# Bardal
Bardal est une localité du comté de Nordland, en Norvège.

## Géographie
Administrativement, Bardal fait partie de la kommune de Leirfjord.